# Mizuki Arai
Mizuki Arai (新井 瑞希?, Arai Mizuki; Ina, 14 aprile 1997) è un calciatore giapponese, attaccante del Mito HollyHock.

## Carriera
Cresciuto nei settori giovanili di Kashiwa Reysol e Urawa Reds, nel gennaio del 2016 è approdato in Europa agli austriaci dell'Horn, militanti in Regionalliga. Nel settembre del 2017 è tornato in Giappone, tra le file del Sagamihara, formazione della J3 League. Poco prima dell'inizio della stagione 2018, si è trasferito al Kataller Toyama, altro club della J3 League. Nell'agosto del 2019 è passato in prestito al Tokyo Verdy, in J2 League, che l'anno successivo lo ha acquistato a titolo definitivo. Il 29 luglio 2022 è stato ceduto in prestito al Gil Vicente. Ha esordito in Primeira Liga l'8 agosto successivo, in occasione dell'incontro vinto 1-0 contro il Paços Ferreira.

## Statistiche

### Presenze e reti nei club
Statistiche aggiornate al 3 dicembre 2023.
| Stagione               | Squadra                | Campionato             | Campionato | Campionato | Coppe nazionali | Coppe nazionali | Coppe nazionali | Coppe continentali | Coppe continentali | Coppe continentali | Altre coppe | Altre coppe | Altre coppe | Totale | Totale |
| Stagione               | Squadra                | Comp                   | Pres       | Reti       | Comp            | Pres            | Reti            | Comp               | Pres               | Reti               | Comp        | Pres        | Reti        | Pres   | Reti   |
| ---------------------- | ---------------------- | ---------------------- | ---------- | ---------- | --------------- | --------------- | --------------- | ------------------ | ------------------ | ------------------ | ----------- | ----------- | ----------- | ------ | ------ |
| gen.-giu. 2016         | Horn                   | RL                     | 0          | 0          | CA              | 0               | 0               |                    | -                  | -                  |             | -           | -           | 0      | 0      |
| 2016-2017              | Horn                   | 1L                     | 13         | 1          | CA              | 1               | 0               |                    | -                  | -                  |             | -           | -           | 14     | 1      |
| lug. 2017              | Horn                   | RL                     | 0          | 0          | CA              | 1               | 0               |                    | -                  | -                  |             | -           | -           | 1      | 0      |
| Totale Horn            | Totale Horn            | Totale Horn            | 13         | 1          |                 | 2               | 0               |                    | -                  | -                  |             | -           | -           | 15     | 1      |
| set.-dic. 2017         | Sagamihara             | J3                     | 11         | 2          | CG              | 0               | 0               |                    | -                  | -                  |             | -           | -           | 11     | 2      |
| 2018                   | Kataller Toyama        | J3                     | 27         | 2          | CG              | 1               | 1               |                    | -                  | -                  |             | -           | -           | 28     | 3      |
| gen.-ago. 2019         | Kataller Toyama        | J3                     | 6          | 0          | CG              | 2               | 0               |                    | -                  | -                  |             | -           | -           | 8      | 0      |
| Totale Kataller Toyama | Totale Kataller Toyama | Totale Kataller Toyama | 33         | 2          |                 | 3               | 1               |                    | -                  | -                  |             | -           | -           | 36     | 3      |
| ago.-dic. 2019         | Tokyo Verdy            | J2                     | 8          | 1          | CG              | 0               | 0               |                    | -                  | -                  |             | -           | -           | 8      | 1      |
| 2020                   | Tokyo Verdy            | J2                     | 11         | 1          | -               | -               | -               |                    | -                  | -                  |             | -           | -           | 11     | 1      |
| 2021                   | Tokyo Verdy            | J2                     | 15         | 1          | CG              | 1               | 0               |                    | -                  | -                  |             | -           | -           | 16     | 1      |
| gen.-lug. 2022         | Tokyo Verdy            | J2                     | 27         | 5          | CG              | 3               | 1               |                    | -                  | -                  |             | -           | -           | 30     | 6      |
| Totale Tokyo Verdy     | Totale Tokyo Verdy     | Totale Tokyo Verdy     | 61         | 8          |                 | 4               | 1               |                    | -                  | -                  |             | -           | -           | 65     | 9      |
| ago.-dic. 2022         | Gil Vicente            | PL                     | 8          | 0          | CP+CdL          | 2+0             | 1+0             | UECL               | 4                  | 0                  |             | -           | -           | 14     | 1      |
| gen.-ago. 2023         | Yokohama FC            | J1                     | 4          | 0          | CG+CdL          | 2+3             | 0               | -                  | -                  | -                  | -           | -           | -           | 9      | 0      |
| ago.-dic. 2023         | Vissel Kōbe            | J1                     | 4          | 0          | CG              | 0               | 0               | -                  | -                  | -                  | -           | -           | -           | 4      | 0      |
| Totale carriera        | Totale carriera        | Totale carriera        | 134        | 13         |                 | 16              | 3               |                    | 4                  | 0                  |             | -           | -           | 154    | 16     |

## Palmarès

### Club

#### Competizioni nazionali
- Campionato giapponese: 1

Vissel Kōbe: 2023